# Tender Lover
Tender Lover är det andra studioalbumet av den amerikanska sångaren, låtskrivaren och musikproducenten Babyface. Albumet gavs ut 7 juli 1989 av Solar Records.

## Låtlista
Information hämtad från Discogs. Alla spår är producerade av L.A. Reid och Babyface om inte annat anges
| 1.  | "It's No Crime"               | Kenneth "Babyface" Edmonds Antonio "L.A." Reid Daryl Simmons | 4:02 |
| 2.  | "Tender Lover"                | Edmonds Reid Perri "Pebbles" Reid [ a ]                      | 4:19 |
| 3.  | "Let's Be Romantic"           | Edmonds Simmons                                              | 5:01 |
| 4.  | "Can't Stop My Heart"         | Edmonds Reid Simmons                                         | 4:31 |
| 5.  | "My Kinda Girl"               | Edmonds Reid Simmons                                         | 4:39 |
| 6.  | "Where Will You Go" (Prelude) | Edmonds                                                      | 0:40 |
| 7.  | "Whip Appeal"                 | Edmonds P. Reid                                              | 5:49 |
| 8.  | "Soon as I Get Home"          | Edmonds                                                      | 5:09 |
| 9.  | "Given a Chance"              | Edmonds                                                      | 4:21 |
| 10. | "Sunshine"                    | Edmonds                                                      | 5:11 |
| 11. | "Where Will You Go"           | Edmonds                                                      | 5:09 |

| 12. | "Tender Lover" (Dub L.A.)                       | Edmonds Reid P. Reid | 5:53 |
| 13. | "My Kinda Girl" (12" Version / Scratch Mix)     | Edmonds Reid Simmons | 7:06 |
| 14. | "Whip Appeal" (12" Version / The Ultimate Whip) | Edmonds P. Reid      | 5:31 |

## Topplistor
| Lista (1989-1990)                      | Högsta position |
| -------------------------------------- | --------------- |
| USA Billboard 200                      | 14              |
| USA Top R&B/Hip-Hop Albums (Billboard) | 1               |

| Lista (1989)                           | Högsta position |
| -------------------------------------- | --------------- |
| USA Top R&B/Hip-Hop Albums (Billboard) | 38              |

| Lista (1990)                           | Högsta position |
| -------------------------------------- | --------------- |
| USA Billboard 200                      | 21              |
| USA Top R&B/Hip-Hop Albums (Billboard) | 2               |

## Certifikat
| USA (RIAA)                                                                     | 3x platina | 3 000 000 ^ |
| ^ avser siffror baserade på certifikat × avser siffror baserade på försäljning |            |             |